# بلدة بيرغلاند (ميشيغان)
بيرغلاند (بالإنجليزية: Bergland Township, Michigan)‏ هي بلدة تقع بولاية ميشيغان في الولايات المتحدة. تبلغ مساحتها 280.4 (كم²)، وترتفع عن سطح البحر 405 م، بلغ عدد سكانها 550 نسمة في عام تعداد الولايات المتحدة 2000 حسب إحصاء مكتب تعداد الولايات المتحدة وتصل الكثافة السكانية فيها 2.2 نسمة/كم2.

## المناخ
يظهر الجدول التالي التغييرات المناخية على مدار السنة لبلدة بيرغلاند:
| البيانات المناخية لـبلدة بيرغلاند | البيانات المناخية لـبلدة بيرغلاند | البيانات المناخية لـبلدة بيرغلاند | البيانات المناخية لـبلدة بيرغلاند | البيانات المناخية لـبلدة بيرغلاند | البيانات المناخية لـبلدة بيرغلاند | البيانات المناخية لـبلدة بيرغلاند | البيانات المناخية لـبلدة بيرغلاند | البيانات المناخية لـبلدة بيرغلاند | البيانات المناخية لـبلدة بيرغلاند | البيانات المناخية لـبلدة بيرغلاند | البيانات المناخية لـبلدة بيرغلاند | البيانات المناخية لـبلدة بيرغلاند | البيانات المناخية لـبلدة بيرغلاند |
| الشهر                             | يناير                             | فبراير                            | مارس                              | أبريل                             | مايو                              | يونيو                             | يوليو                             | أغسطس                             | سبتمبر                            | أكتوبر                            | نوفمبر                            | ديسمبر                            | المعدل السنوي                     |
| --------------------------------- | --------------------------------- | --------------------------------- | --------------------------------- | --------------------------------- | --------------------------------- | --------------------------------- | --------------------------------- | --------------------------------- | --------------------------------- | --------------------------------- | --------------------------------- | --------------------------------- | --------------------------------- |
| متوسط درجة الحرارة الكبرى °م (°ف) | −6 (21)                           | −4 (25)                           | 2 (36)                            | 10 (50)                           | 18 (65)                           | 24 (75)                           | 26 (78)                           | 24 (76)                           | 19 (67)                           | 13 (55)                           | 3 (38)                            | −4 (25)                           | 11 (51)                           |
| متوسط درجة الحرارة الصغرى °م (°ف) | −18 (0)                           | −17 (1)                           | −12 (10)                          | −3 (26)                           | 3 (37)                            | 8 (47)                            | 11 (52)                           | 10 (50)                           | 6 (43)                            | 1 (33)                            | −6 (22)                           | −13 (8)                           | −2 (28)                           |
| الهطول مم (إنش)                   | 64 (2.5)                          | 46 (1.8)                          | 58 (2.3)                          | 66 (2.6)                          | 89 (3.5)                          | 100 (4.1)                         | 94 (3.7)                          | 97 (3.8)                          | 94 (3.7)                          | 81 (3.2)                          | 79 (3.1)                          | 71 (2.8)                          | 950 (37.3)                        |
| المصدر: Weatherbase               |                                   |                                   |                                   |                                   |                                   |                                   |                                   |                                   |                                   |                                   |                                   |                                   |                                   |

## وصلات خارجية
- The US50 - Cities and Towns in Michigan State
- Michigan Cities and Towns, Facts, Map, Flag, Colleges, Government, and More